# 维奥丽卡·杜米特鲁
维奥丽卡·杜米特鲁（羅馬尼亞語：Viorica Dumitru，1946年8月4日—），罗马尼亚女子皮划艇运动员。她曾代表罗马尼亚参加1968年和1972年夏季奥林匹克运动会皮划艇比赛，获得二枚铜牌。